# Jaroslaw Anatoljewitsch Dyblenko
Jaroslaw Anatoljewitsch Dyblenko (russisch Ярослав Анатольевич Дыбленко; englische Transkription: Yaroslav Dyblenko; * 28. Dezember 1993 in Surgut) ist ein russischer Eishockeyspieler, der seit Juli 2019 beim SKA Sankt Petersburg aus der Kontinentalen Hockey-Liga unter Vertrag steht.

## Karriere
Jaroslaw Dyblenko stammt aus Surgut und spielte bis 2009 für den lokalen Nachwuchsverein Olimpijez Surgut. Anschließend wechselte er in die Nachwuchsabteilung Atlant Mytischtschi, für die er bis Januar 2011 in regionalen Nachwuchsligen des Oblast Moskau aktiv war. Ab Januar 2011 wurde er dann hauptsächlich bei den Atlanty Mytischtschi in der Molodjoschnaja Chokkeinaja Liga (MHL) eingesetzt. Zudem erhielt er zu Beginn der folgenden Spielzeit vier Einsätze in der Perwaja Liga bei Kristall Elektrostal. 
Im Jahr 2012 wurde er von Atlant Mytischtschi mit einem Profivertrag ausgestattet und lief fortan parallel für die Junioren in der MHL und die Profimannschaft in der Kontinentalen Hockey-Liga (KHL) auf. 2015 wechselte der Verteidiger zum HK Spartak Moskau.
Im April 2017 unterzeichnete Dyblenko einen auf zwei Jahre befristeten Einstiegsvertrag bei den New Jersey Devils aus der National Hockey League (NHL), kam jedoch ausschließlich bei den Binghamton Devils in der American Hockey League (AHL) zum Einsatz. Zudem wechselten im Sommer 2017 die KHL-Trasnferrechte zum SKA Sankt Petersburg. Nach einem Jahr in der AHL kehrte er im Sommer 2018 nach Russland zurück, zunächst zum SKA, der ihn jedoch zurück zu Spartak Moskau schickte. Ein Jahr spaeter wechselte Dyblenko zurück zum SKA.

### International
Dyblenko vertrat sein Heimatland Russland im Juniorenbereich bei der U20-Weltmeisterschaft 2013. Dabei gewann er auf U20-Niveau eine Bronzemedaille mit der Sbornaja.

## Erfolge und Auszeichnungen
- 2013 Bronzemedaille bei der U20-Weltmeisterschaft
- 2013 KHL-Rookie des Monats Oktober